# Харнак, Фальк
Фальк Харнак (нем. Falk Harnack; 3 марта 1913, Штутгарт — 3 сентября 1991, Берлин) — немецкий сценарист и режиссёр, антифашист, член движения Сопротивления во время Второй мировой войны, член организации «Красная капелла».

## Биография

### Семья
Фальк Эрих Вальтер Харнак родился в семье литературоведа Отто Харнака и художницы Клары Райхау. Отец покончил жизнь самоубийством в 1914 году, менее чем через год после рождения сына. Фальк приходился племянником теологу Адольфу Харнаку и химику Эриху Харнаку и внуком теологу Теодозиусу Харнаку. Его старший брат — юрист и член движения Сопротивления Арвид Харнак, двоюродные братья — теолог Дитрих Бонхёффер и химик Эрнст Харнак, также пострадавший от нацистского режима в Германии. Его сестра Инге (1904—1974) дважды была замужем: первый раз за Йоханнесом Ильмари Ауэрбахом, во второй раз — за скрипачом Густавом Хавеманом, родственником Роберта Хавемана.

### Участие в движении Сопротивления
На воспитание и формирование личности Фалька Харнака большое влияние оказал его старший брат, Арвид, убеждённый гуманист. Он рано попал в круг друзей старшего брата, которые позже создали группу, вошедшую в организацию «Красная капелла». В 1932 году получил аттестат зрелости; в 1933 году продолжил образование в Берлинском университете, в апреле 1934 года перевёлся в Мюнхенский университет. В мае того же года участвовал в акции (распространял листовки) против нацистской Лиги студентов в Мюнхенском университете. В 1936 году получил докторскую степень за работу о драматургии Карла Блайбтроя. До 1940 года служил режиссёром в Национальном театре в Веймаре и в театре Альтенбурга. Затем был призван в вермахт.
В 1942 году, когда Фальк Харнак был в Хемнице, в Мюнхене борцы Сопротивления организовали группу «Белая роза» под руководством Ганса Шолля и Александра Шморелля. К нему обратилась их общая знакомая Лило Рамдор с просьбой стать связным между их группой и группой его брата Арвида Харнака, Харро Шульце-Бойзена и Ганса фон Донаньи в Берлине. Он согласился. В организацию также вошли его двоюродные братья Клаус и Дитрих Бонхёфферы. Но в том же году все члены группы в Берлине были арестованы. Многие из них были казнены, в том числе его старший брат с женой.

### Арест и побег
В феврале 1943 года Фальк Харнак вышел на связь с Софи и Гансом Шоллями. После их ареста были арестованы остальные члены «Белой розы». Но народный суд в Мюнхене 19 апреля 1943 года оправдал Фалька (уникальный случай) в связи с отсутствием доказательств. В августе 1943 года он был зачислен в 999-й штрафной батальон и отправлен в действующую армию в Грецию. В декабре того же года был снова арестован, но с помощью своего командира, лейтенанта Герхарда Фаута, бежал при транспортировке в концентрационный лагерь. Присоединился к партизанам из Греческой народно-освободительной армии. Вместе с Герхардом Райнхардтом основал антифашистский комитет «Свободная Германия» и возглавил его. После войны, вернувшись в Германию, Фальк узнал, что некоторые члены его семьи — двоюродный брат Эрнст Харнак, родственники Клаус и Дитрих Бонхёфферы и двоюродный брат Ганс фон Донаньи — были убиты нацистами весной 1945 года.

### Послевоенная деятельность
Вернулся к профессиональной карьере режиссёра и драматурга в Баварском театре в Мюнхене. В 1947 году перешёл в Немецкий театр в Берлине. С 1949 по 1952 год был художественным руководителем на киностудии DEFA в ГДР. В 1951 году снял фильм «Топор из Вандсбека» по роману Арнольда Цвейга, который через месяц после выхода на экраны был осуждён партийным руководством СЕПГ, вопреки попыткам Цвейга и Бертольда Брехта не допустить его запрета. В 1952 году переехал из ГДР в Западный Берлин, устроился на работу в кинокомпанию CCC-Film. Работал с такими режиссёрами, как Хельмут Койтнер и Вольфганг Штаудте. С конца 1950-х годов работал почти исключительно на телевидении. Для некоторых своих фильмов сам написал сценарии. С 1962 по 1965 год был старшим директором воссозданного телеканала ZDF. В последующие годы оставался свободным художником. Главной темой многих его фильмов были эпоха Третьего рейха и борьба с нацизмом. Например, в 1955 году им был снят фильм «20 июля», который рассказывал о неудачной попытке покушения на Адольфа Гитлера. В 1956 году этот фильм был удостоен премии Deutscher Filmpreis в номинации «Фильмы, которые вносят вклад в развитие демократической мысли».
На Международном кинофестивале в Берлине в 1961 году Фальк Харнак был членом международного жюри. В 1962 году он снял телевизионный фильм «Каждый умирает в одиночку» по роману Ганса Фаллады, в котором была поднята тема сопротивления нацизму простых людей.
Фальк Харнак был женат на немецкой актрисе Кете Браун. Он умер после тяжёлой продолжительной болезни.

## Наследие

### Фильмография
| Год  | Фильм                                                                                                  | Исполнители главных ролей                                                          | Прочее                     |
| ---- | --- | ---------------------------------------------------------------------------------- | -------------------------- |
| 1951 | Топор Вандсбека (нем. Das Beil von Wandsbek)                                                           | Эрвин Гешоннек, Кете Браун, Клаус Хольм, Гизелла Май                               |                            |
| 1954 | Роман гинеколога (нем. Roman eines Frauenarztes)                                                       | Рудольф Прак, Анна-Мария Блан, Винни Маркус, Ян Хендрикс                           |                            |
| 1955 | 20-е июля (нем. Der 20. Juli)                                                                          | Вольфганг Прайс, Аннемарие Дюрингер, Вольфганг Бюттнер                             | премия Deutscher Filmpreis |
| 1956 | Ночь решения (нем. Nacht der Entscheidung)                                                             | Карл Раддац, Хильда Краль, Альберт Ливен                                           |                            |
| 1956 | Анастасия, последняя дочь царя (нем. Anastasia, die letzte Zarentochter)                               | Лилли Палмер, Иван Десни, Эллен Швирс, Тилла Дюрье                                 |                            |
| 1957 | Как штормовой ветер (нем. Wie ein Sturmwind)                                                           | Лилли Палмер, Иван Десни, >Сюзанна Крамер, Зигфрид Шюренберг                       |                            |
| 1958 | Беспокойная ночь (нем. Unruhige Nacht)                                                                 | Бернхард Викки, Улла Якобссон, Хансйорг Фельми                                     |                            |
| 1959 | Врач без совести (нем. Arzt ohne Gewissen)                                                             | Эвальд Бальзер, Вольфганг Прайс, Барбара Рюттинг, Вольфганг Килинг                 |                            |
| 1959 | Дело Пинедуса (нем. Der Fall Pinedus)                                                                  | Альфред Бальтоф, Франц Шафхайтлин, Фриц Тильман, Ханс Кристиан Блех                | телевизионный              |
| 1960 | Процесс (нем. Der Prozess)                                                                             |                                                                                    | телевизионный              |
| 1961 | Маркиза де Арцис (нем. Die Marquise von Arcis)                                                         | Александр Керст, Хильда Краль, Бригитта Мира, Ута Сакс                             | телевизионный              |
| 1962 | Каждый умирает в одиночку (нем. Jeder stirbt für sich allein)                                          | Эдит Шульце-Веструм, Альфред Шиске, Анели Гранже, Хартмут Рек                      | телевизионный              |
| 1963 | Волки (нем. Die Wölfe)                                                                                 | Томас Хольцман, Мартин Хирте, Курт Пириц                                           | телевизионный              |
| 1964 | Иногда небо подыгрывает (нем. Manchmal spielt der Himmel mit)                                          | Вольф Аква, Изольда Бройнер, Саша Хен                                              | телевизионный              |
| 1964 | Памела (нем. Pamela)                                                                                   |                                                                                    | телевизионный              |
| 1964 | Гинеколог обвиняет — Обвиняемый: Д-р Томас (нем. Ein Frauenarzt klagt an – Angeklagt: Dr. Thomas)      | Дитер Борше, Анита Хофер, Дитмар Шёнхер, Ханс Нильсен, Инга Майзель                |                            |
| 1964 | И нет больше Джессики (нем. Und nicht mehr Jessica)                                                    | Вольф Аква, Вольфганг Бюттнер, Марго Трогер, Саша Хен                              | телевизионный              |
| 1965 | Садовник из Тулузы (нем. Der Gärtner von Toulouse)                                                     |                                                                                    | телевизионный              |
| 1966 | Белые сдаются (нем. Weiß gibt auf)                                                                     | Рудольф Платт, Зигфрид Ловиц, Фридрих Шонфельдер, Дорис Киршнер                    | телевизионный              |
| 1966 | Первые и последние (нем. Die Ersten und die Letzten)                                                   |                                                                                    | телевизионный              |
| 1966 | Кто спасет нашего батрака (нем. Wer rettet unseren Ackerknecht)                                        |                                                                                    | телевизионный              |
| 1967 | Сон заключенных (нем. Ein Schlaf Gefangener)                                                           | Вальтер Бушхоф, Фриц Веппер, Пауль Дальке, Хельмут Ланге                           | телевизионный              |
| 1967 | Борьба за каучук (нем. Kampf um Kautschuk)                                                             |                                                                                    | телевизионный              |
| 1968 | Чёрное солнце (нем. Die schwarze Sonne)                                                                | Кристина Остермаэр, Фридхельм Пток, Хорст Науман, Мария Зебальдт                   | телевизионный              |
| 1968 | Безвозвратно (нем. Unwiederbringlich)                                                                  | Лотар Блюмхаген, Сольвейг Томас, Лиль Даговер, Карин Хюбнер                        | телевизионный              |
| 1970 | Граф Фердинанд фон Цеппелин – Час решения (нем. Ferdinand Graf von Zeppelin – Stunde der Entscheidung) | Вольфганг Бюттнер, Герд Бальтус, Гизелла Хольцингер, Лис Верховен, Вольфганг Фольц | телевизионный              |
| 1970 | Пенемюнде (нем. Peenemünde)                                                                            |                                                                                    | телевизионный (2 серии)    |
| 1971 | Вещь в себе и как её провернуть (нем. Das Ding an sich und wie man es dreht)                           | Фридрих Г. Бекхауз, Фридрих В. Баушульте, Хорст Болльман, Фолькерт Крефт           | телевизионный              |
| 1971 | Дело для господина Шмидта (нем. Ein Fall für Herrn Schmidt)                                            | Габи Дом, Хайнц Майер, Клаус Шварцкопф, Кете Браун                                 | телевизионный              |
| 1973 | Астронавт (нем. Der Astronaut)                                                                         |                                                                                    | телевизионный              |
| 1973 | Мертвец с Пон-Нёф (нем. Der Tote vom Pont Neuf)                                                        |                                                                                    | телевизионный              |
| 1974 | Преследователь (нем. Der Verfolger)                                                                    | Герд Бекман, Корнелия Бойе                                                         | телевизионный              |
| 1974 | Сильверсон (нем. Silverson)                                                                            | Герберт Бойттихер, Грация Мария Каус, Эрнст Шредер, Изабель Штумпф                 | телевизионный              |
| 1975 | Здесь покоится Джордж Диллон (нем. Hier ruht George Dillon)                                            |                                                                                    | телевизионный              |
| 1976 | Эрика (нем. Erika)                                                                                     | Сильвия Райце, Эва-Мария Бауэр, Эва Брамби, Ирмгард Риссен, Кира Младек            | телевизионный              |

### Радиопостановки
- «Больвизер» (Bolwieser, 1946)
- «Андрокл и лев» (Androklus und der Löwe, 1972)

## Награды
- 1940 Медаль Гёте Немецкого национального театре Веймара.
- 1952 Золотой нагрудный знак DEFA
- 1959 Серебряный Знак почёта Немецкой театральной ассоциации (GDBA)
- 1977 Почётная грамота Ассоциации жертв нацистского режима (VVN)
- 1983 Премия Deutscher Filmpreis в номинации «За многолетний вклад в развитие немецкого кинематографа»
- 1989 Офицерский крест ордена «За заслуги перед Федеративной Республикой Германия»

### Избранные сочинения
- Harnack F. Die Dramen Karl Bleibtreu : Eine dramaturgische Untersuchung. — Nendeln/Liechtenstein: Kraus-Reprint, 1967. (Germanische Studienhefte 199)